# Lillian Brown
Mary Lillian Josephine Brown (nascida Brooks; 8 de agosto de 1914 – 13 de setembro de 2020) foi uma produtora de rádio e televisão americana, administradora e instrutora universitária, autora, maquiadora e consultora de imagem. Ela forneceu serviços de maquiagem e imagem para nove presidentes dos Estados Unidos, de Dwight Eisenhower a Bill Clinton e Martin Luther King Jr.

## Primeiros anos
Brooks nasceu em 1914 em uma fazenda perto de Huntsville, Ohio. Seu pai era fazendeiro e sua mãe professora. Depois de receber um diploma de ensino de dois anos do Bowling Green State College em 1933, ela lecionou na primeira, segunda e terceira séries na mesma escola que sua mãe. Ela fez pós-graduação na Ohio State University e trabalhou em uma loja de departamentos em Cleveland. Ela se casou com George Brown, um piloto da Marinha, em 1941. Eles tiveram três filhos, Carla, Kristi e Kimi.

## Carreira profissional

### Carreira na televisão
Em 1952, Brown e seu marido se estabeleceram em Washington, D.C. Eles frequentaram a mesma igreja do Presidente Dwight Eisenhower. Em 1953, ela desenvolveu uma série educacional para a televisão sobre presidentes e suas igrejas. Mais tarde, ela desenvolveu um segundo programa nas mansões da Virgínia. Ela também apresentou um programa educacional, Do You Wonder?

### Carreira acadêmica
Em 1956, ela foi contratada como diretora de rádio e televisão no escritório de relações públicas da George Washington University, cargo que ocupou até 1966. Em George Washington, ela também desenvolveu e ministrou um dos primeiros cursos universitários na televisão.
Em 1966, ela deixou George Washington por um cargo semelhante na American University. Ela permaneceu naquela escola até 1976. Enquanto estava na American University, ela ajudou a criar e servir como curadora da National Television Library.
Ela ingressou na Georgetown University como coordenadora de televisão em 1976. Em Georgetown, ela também deu uma aula de oratória.
Brown foi um autor cujos trabalhos incluíram Your Public Best (1989), The Polished Politician (1994) e Speaking to Be Understanding (2003). Ela apresentou programas de entrevistas na Rádio Pública Nacional e na Rádio das Forças Armadas.

## Últimos anos
Brown continuou ensinando fala e elocução até os 95 anos. Ela ministrou o curso "Falando para ser compreendido: o inglês como primeira ou segunda língua" para alunos de graduação na faculdade de direito, medicina, serviço internacional e negócios de Georgetown. Ela morreu em 2020 aos 106 anos depois de sofrer um derrame em sua casa em McLean, Virgínia.